# デルタドロメウス
デルタドロメウス (Deltadromeus) は後期白亜紀初頭の北西アフリカに生息していた中〜大型の恐竜。食性については系統的位置をどう解釈するかによって異なる。当初は肉食性と考えられていたが、2017年に原記載者らによって植物食恐竜として再記載された。全長は8メートル程度で、大きさの割には細身で軽量。後ろ脚は非常に長く、おそらく俊足の持ち主だった。それにちなみ「三角州の疾走者」という意味の属名が与えられた。なお2020年現在まで、頭骨など少なくない部位が未発見のため、有名なアロサウルス然とした復元は、あくまで推測の産物である。

## 復元

### 旧復元(コエルロサウルス類)

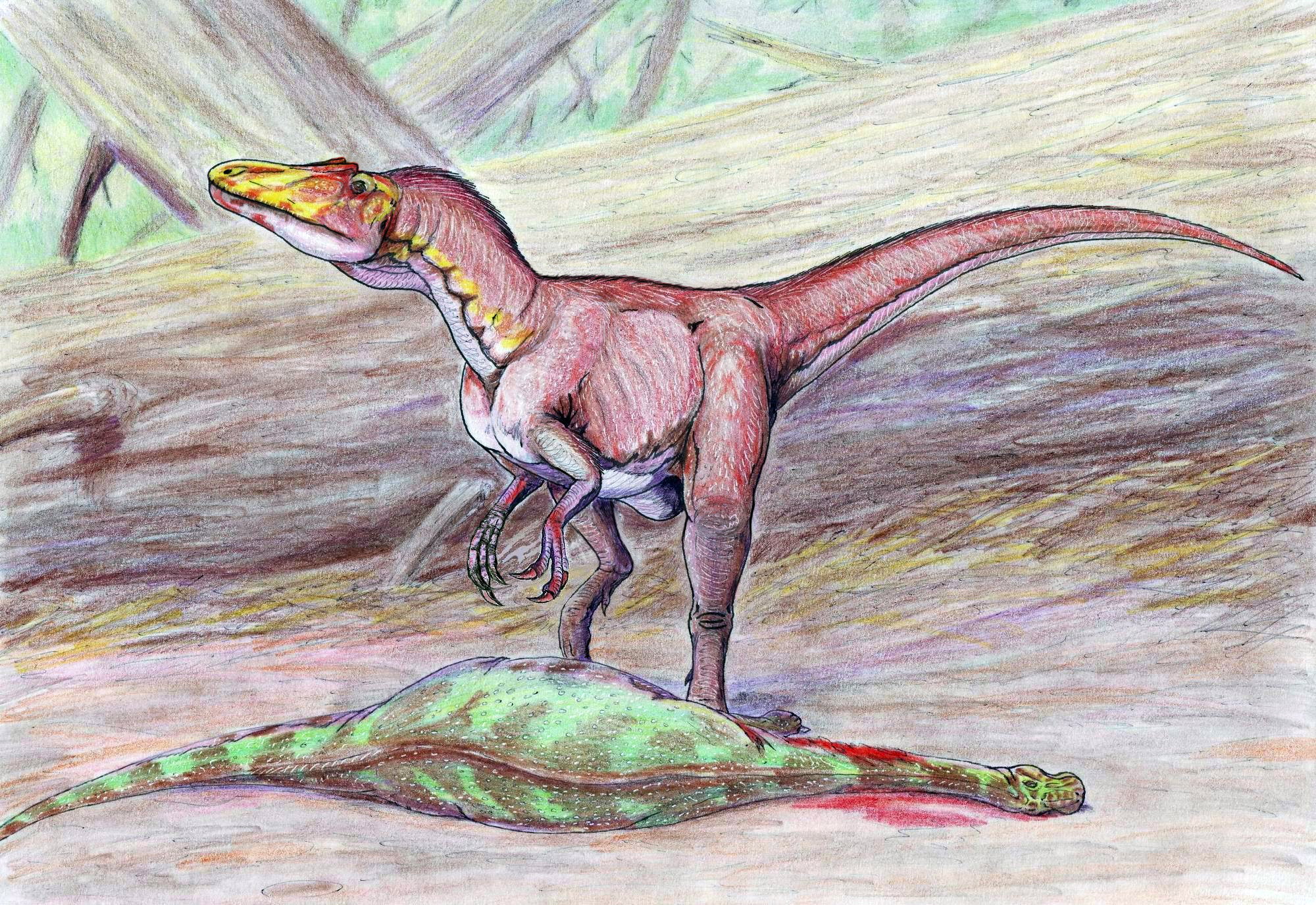
竜脚類を漁るデルタドロメウス

1996年の簡素な記載において、やや大きめな烏口骨、大腿骨の長く低い第4転子、腓骨の裏にある大きな穴に基づき、デルタドロメウスは古生物学者ポール・セレノによって、初期のコエルロサウルス類へ分類された。おそらくオルニトレステスなどを参考にしたと思われるこの復元は、肉食恐竜らしい大きな頭に鋭いナイフ状の歯を頂きつつ、一方で前肢は他のコエルロサウルス類同様、ひょろ長く造形された。そして見るからに走行に適した後ろ脚と、本種のものとされた歯を合せれば、彼らの主食が逃げ足の速い小型から中型の植物食恐竜であったと思われる。同時代の同地域(ケムケム層)には、鋭利な歯を持つカルカロドントサウルスや魚食のスピノサウルスなど、より大きな肉食恐竜が生息していた。この事を踏まえ、デルタドロメウスの風変わりな特徴は、彼らとの食い分けのために進化した可能性もあるとされていた。

### 新復元(ケラトサウルス類)

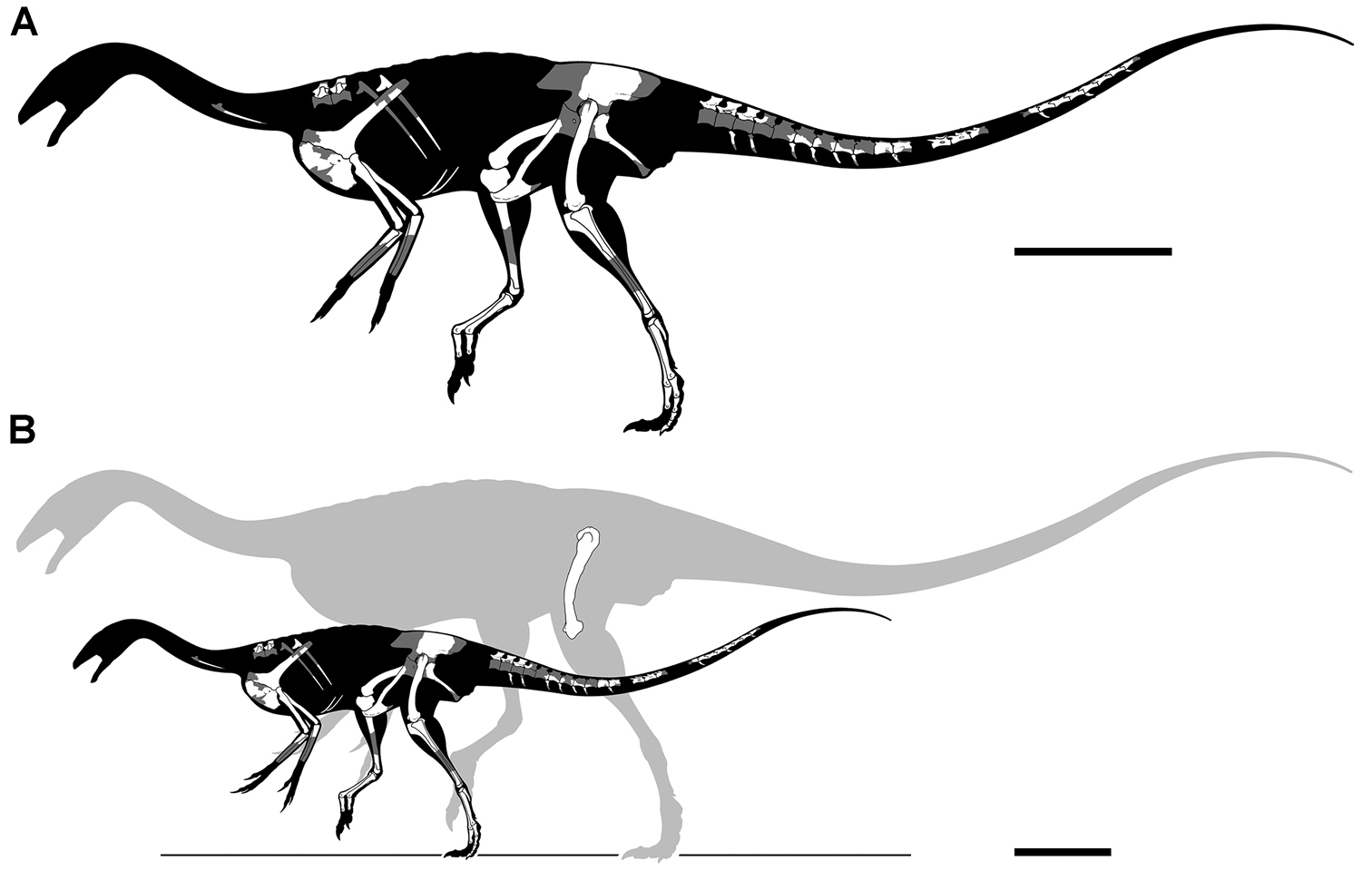
デルタドロメウス(新復元)のシルエット。ホロタイプがA、消失した大腿骨に基づく個体がB

記載から十数年が経った2003年。古生物学者ジェフリー・ウィルソン(Jeffrey A. Wilson)によるラジャサウルスの記載時に行われたケラトサウルス類の系統解析において、デルタドロメウスはケラトサウルス類へと編入された。この頃のケラトサウルス類には、強力な捕食者のケラトサウルスやカルノタウルスだけでなく、突き出た歯を持つマシアカサウルスやケラトサウルス類らしからぬ発達した前肢に鉤爪を生やしたノアサウルスのような奇妙な恐竜も在席しており、デルタドロメウスの存在は、ケラトサウルス類の多様性を証明するかたちとなった。
本種がケラトサウルス類、その中でも軽量なノアサウルス類に属する事を念頭に置いた新復元では、生前のデルタドロメウスが、オルニトミムス類に類似する。新復元は、敏捷な中型ケラトサウルス類と考えられるエラフロサウルスや、尻尾の生えたシチメンチョウのようにも見える小型ケラトサウルス類のリムサウルスにそっくりで、未発見の頭部は他のノアサウルス類を参考に、控えめな大きさとされた。なおリムサウルスは、鳥類そっくりのクチバシの生えた頭部を備えており、デルタドロメウス(やエラフロサウルス)の頭部が、これと似通っていた可能性もまた大いに考えられる。

## 古生物学
ケムケム層(セノマニアン期、約9500万年前)で発見された単一の種 (D. agilis)の一個体分の標本のみで知られる。バハリアサウルスのジュニアシノニムである可能性がある。デルタドロメウスはしばしばケラトサウリア、より詳しくはノアサウルス類のメンバーと考えられる。2016年、グアリコとして知られる南アメリカ大陸の獣脚類にデルタドロメウスとの共通点が見出された。グアリコの系統的位置に応じて、デルタドロメウスは、グアリコとの密接な関係が正当なものである場合、ネオヴェナトル類、カルノサウルス類、ティラノサウルス類、または基盤的コエルロサウルス類であった可能性がある。

## 分類
元記載以来発表されてきた多くの研究では、デルタドロメウスはケラトサウリアであると見なされてきた。しかしどの種類のケラトサウリアとも異なっているため研究結果は一致していない。 2003年のある研究では、ノアサウルス科のメンバーであることが示唆された。原始的なケラトサウリアであるエラフロサウルスまたはリムサウルスと近縁な植物食性動物である可能性がある2016年に公開されたノアサウルス科の系統関係に関するより包括的な研究では、これらの解釈の両方が本質的に正しく、デルタドロメウス、リムサウルスおよびエラフロサウルスはすべてノアサウルス科内にあることがわかった。 リムサウルスの個体発生的変化と系統分析に対する幼若分類群の影響を説明する2017年の論文では、どのリムサウルス標本が使用されたかに関係なく、すべての分析においてデルタドロメウスがノアサウルス類として位置付けられた。それらの分析にはグアリコやアオニラプトルも含まれる。この論文の著者によると、「グアリコ、アオニラプトル、デルタドロメウス」およびメガラプトラの系統的位置を解明することは、現在の獣脚類系統学が直面している最も重要な問題の1つである。
以下のクラドグラムは2016年のロウハットらの研究に基づく。
|  | リムサウルス                                                   |
|  |                                                                |
|  | \| \| CCG 20011 \| \| \| \| \| \| エラフロサウルス \| \| \| \| |
|  |                                                                |
|  | CCG 20011                                                      |
|  |                                                                |
|  | エラフロサウルス                                               |
|  |                                                                |

|  | CCG 20011        |
|  |                  |
|  | エラフロサウルス |
|  |                  |

|  | ヴェロキサウルス |
|  |                  |
|  | ノアサウルス     |
|  |                  |
|  | マシアカサウルス |
|  |                  |

|  | リムサウルス                                                   |
|  |                                                                |
|  | \| \| CCG 20011 \| \| \| \| \| \| エラフロサウルス \| \| \| \| |
|  |                                                                |
|  | CCG 20011                                                      |
|  |                                                                |
|  | エラフロサウルス                                               |
|  |                                                                |

|  | CCG 20011        |
|  |                  |
|  | エラフロサウルス |
|  |                  |

|  | ヴェロキサウルス |
|  |                  |
|  | ノアサウルス     |
|  |                  |
|  | マシアカサウルス |
|  |                  |

|  | リムサウルス                                                   |
|  |                                                                |
|  | \| \| CCG 20011 \| \| \| \| \| \| エラフロサウルス \| \| \| \| |
|  |                                                                |
|  | CCG 20011                                                      |
|  |                                                                |
|  | エラフロサウルス                                               |
|  |                                                                |

|  | CCG 20011        |
|  |                  |
|  | エラフロサウルス |
|  |                  |

|  | ヴェロキサウルス |
|  |                  |
|  | ノアサウルス     |
|  |                  |
|  | マシアカサウルス |
|  |                  |

|  | リムサウルス                                                   |
|  |                                                                |
|  | \| \| CCG 20011 \| \| \| \| \| \| エラフロサウルス \| \| \| \| |
|  |                                                                |
|  | CCG 20011                                                      |
|  |                                                                |
|  | エラフロサウルス                                               |
|  |                                                                |

|  | CCG 20011        |
|  |                  |
|  | エラフロサウルス |
|  |                  |

|  | ヴェロキサウルス |
|  |                  |
|  | ノアサウルス     |
|  |                  |
|  | マシアカサウルス |
|  |                  |

|  | リムサウルス                                                   |
|  |                                                                |
|  | \| \| CCG 20011 \| \| \| \| \| \| エラフロサウルス \| \| \| \| |
|  |                                                                |
|  | CCG 20011                                                      |
|  |                                                                |
|  | エラフロサウルス                                               |
|  |                                                                |

|  | CCG 20011        |
|  |                  |
|  | エラフロサウルス |
|  |                  |

|  | ヴェロキサウルス |
|  |                  |
|  | ノアサウルス     |
|  |                  |
|  | マシアカサウルス |
|  |                  |

|  | リムサウルス                                                   |
|  |                                                                |
|  | \| \| CCG 20011 \| \| \| \| \| \| エラフロサウルス \| \| \| \| |
|  |                                                                |
|  | CCG 20011                                                      |
|  |                                                                |
|  | エラフロサウルス                                               |
|  |                                                                |

|  | CCG 20011        |
|  |                  |
|  | エラフロサウルス |
|  |                  |

|  | ヴェロキサウルス |
|  |                  |
|  | ノアサウルス     |
|  |                  |
|  | マシアカサウルス |
|  |                  |

|  | リムサウルス                                                   |
|  |                                                                |
|  | \| \| CCG 20011 \| \| \| \| \| \| エラフロサウルス \| \| \| \| |
|  |                                                                |
|  | CCG 20011                                                      |
|  |                                                                |
|  | エラフロサウルス                                               |
|  |                                                                |

|  | CCG 20011        |
|  |                  |
|  | エラフロサウルス |
|  |                  |

|  | ヴェロキサウルス |
|  |                  |
|  | ノアサウルス     |
|  |                  |
|  | マシアカサウルス |
|  |                  |

|  | リムサウルス                                                   |
|  |                                                                |
|  | \| \| CCG 20011 \| \| \| \| \| \| エラフロサウルス \| \| \| \| |
|  |                                                                |
|  | CCG 20011                                                      |
|  |                                                                |
|  | エラフロサウルス                                               |
|  |                                                                |

|  | CCG 20011        |
|  |                  |
|  | エラフロサウルス |
|  |                  |

|  | ヴェロキサウルス |
|  |                  |
|  | ノアサウルス     |
|  |                  |
|  | マシアカサウルス |
|  |                  |